# 豊津駅 (大阪府)

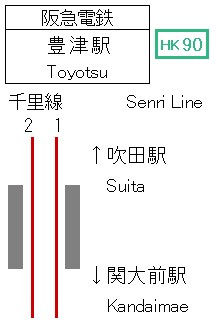
配線図

豊津駅（とよつえき）は、大阪府吹田市垂水町一丁目にある、阪急電鉄千里線の駅。駅番号はHK-90。

## 歴史
駅名は設置当時の所在地である豊能郡豊津村に由来する。なお、江坂駅の西側に地名として「豊津町」が存在するが、当駅とは1.5キロメートル以上離れている。

### 年表
- 1921年（大正10年）
  - 4月1日：北大阪電気鉄道の十三駅 - 豊津駅間開通と同時に開業。当初は終着駅だった[3]。
  - 10月26日：北大阪電気鉄道が当駅から千里山駅まで延伸。途中駅となる[3]。
- 1923年（大正12年）4月1日：路線譲渡により新京阪鉄道の駅となる[3]。
- 1930年（昭和5年）9月15日：会社合併により京阪電気鉄道千里山線の駅となる。
- 1943年（昭和18年）10月1日：会社合併により京阪神急行電鉄（1973年に現・阪急電鉄に社名変更）の駅となる[3]。
- 1967年（昭和42年）3月1日：千里山線が千里線に改称され、当駅もその所属となる[3]。
- 2013年（平成25年）12月21日：駅ナンバリングが導入され、使用を開始[4][5]。

## 駅構造
相対式ホーム2面2線を有する地上駅。分岐器や絶対信号機を持たないため、停留所に分類される。改札は、一旦ホーム南寄りから階段を降りた地下にあり、各ホームとコンコースを連絡するエレベーターも設置されている。
トイレは淡路方面ホームにある。
駅のすぐ南の踏切で大阪府道145号豊中吹田線と交差する。また地下で府道の下を横切り道路を挟んで向かい側のビルの地下ショッピングセンターに入ることができる。

### のりば
| 号線 | 路線    | 方向 | 行先                                               |
| ---- | ------- | ---- | -------------------------------------------------- |
| 1    | ■千里線 | 上り | 山田・北千里方面                                   |
| 2    | ■千里線 | 下り | 大阪梅田・天下茶屋・京都河原町・神戸三宮・宝塚方面 |

※実際には構内にのりば番号表記はないが、スマートフォン向けアプリ「阪急沿線アプリ」の発車案内機能では、北千里方面が1のりば、天下茶屋方面が2のりばと表示されている。

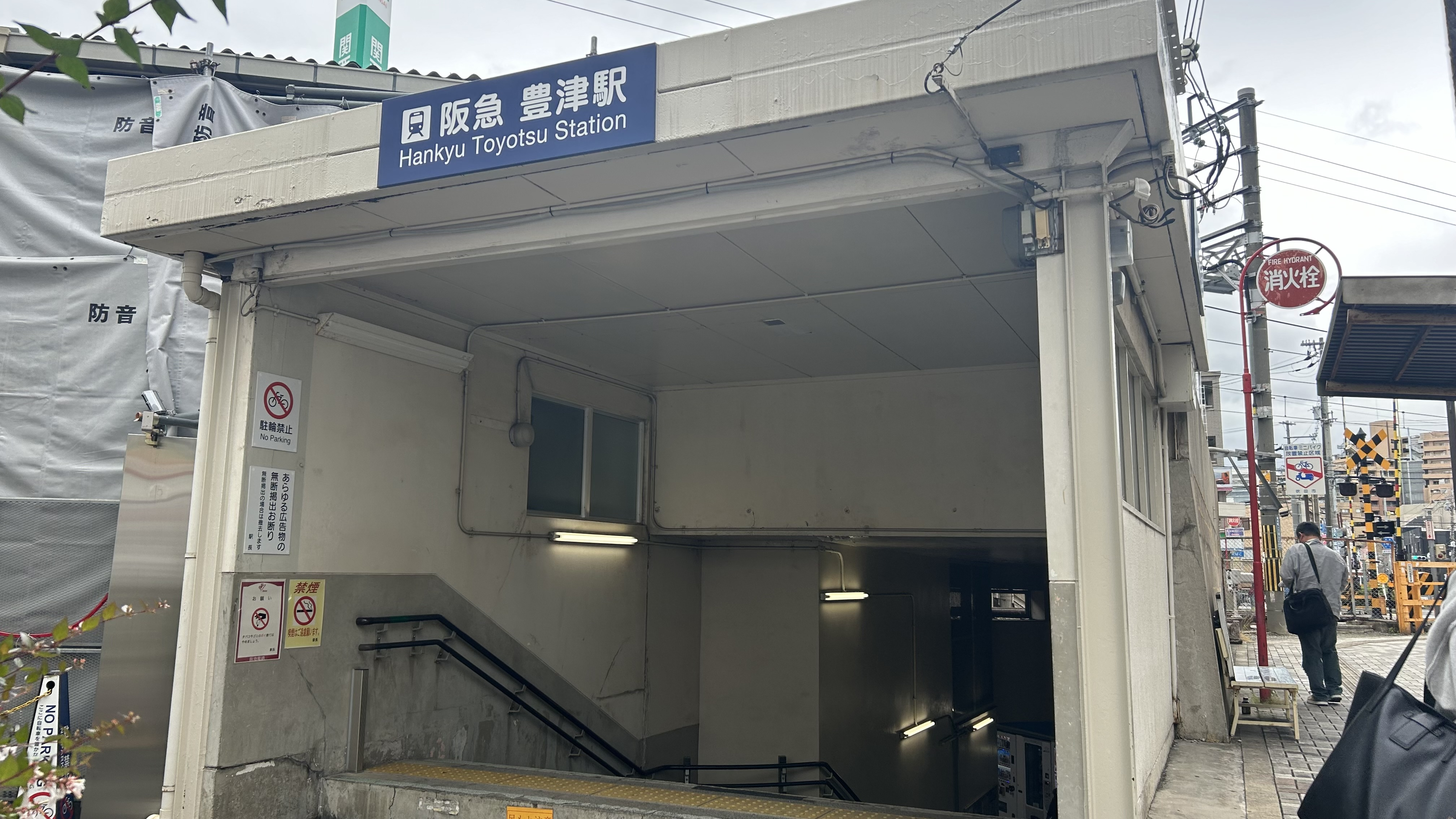
西口（2025年5月）
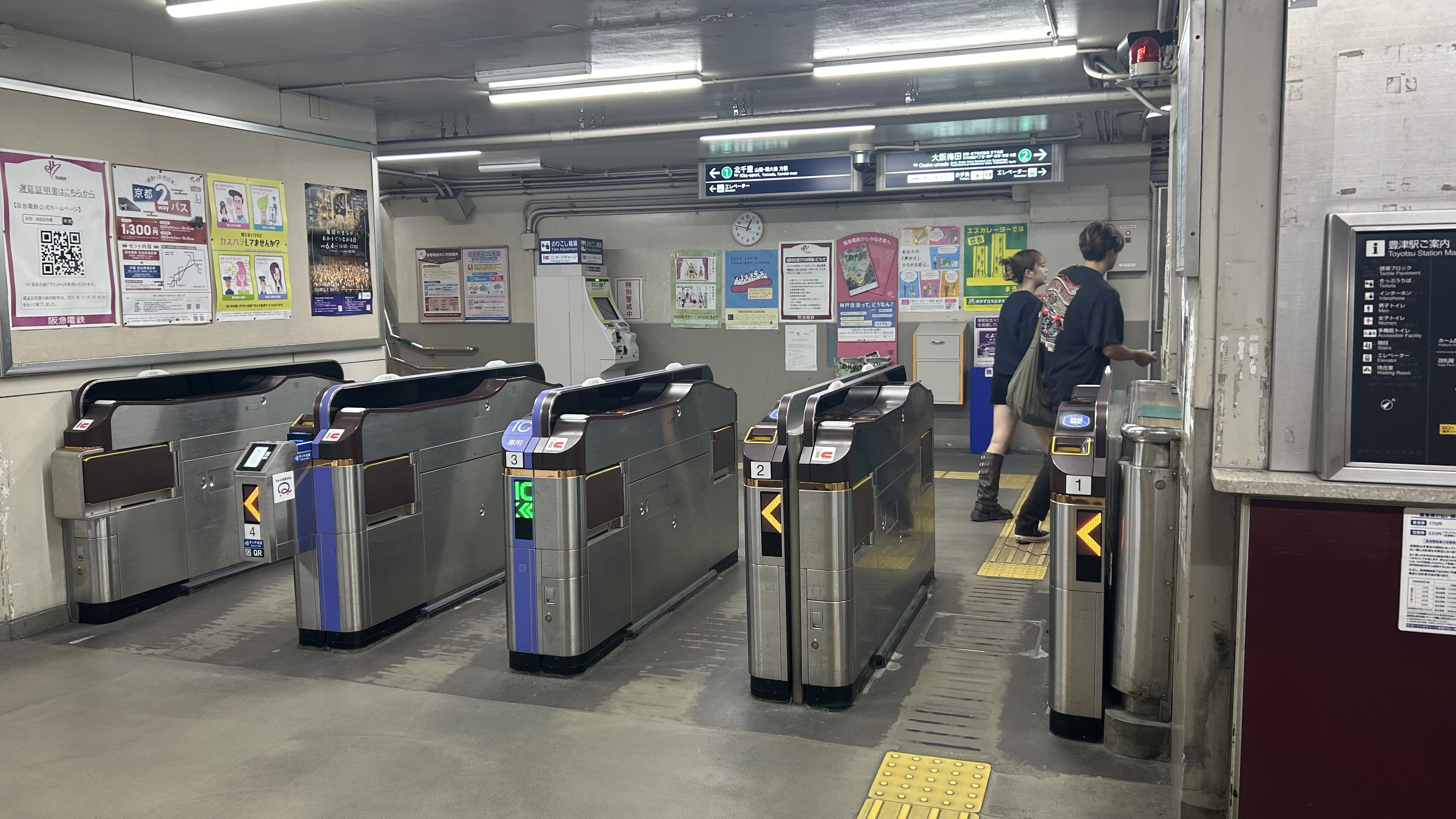
改札口（2025年5月）
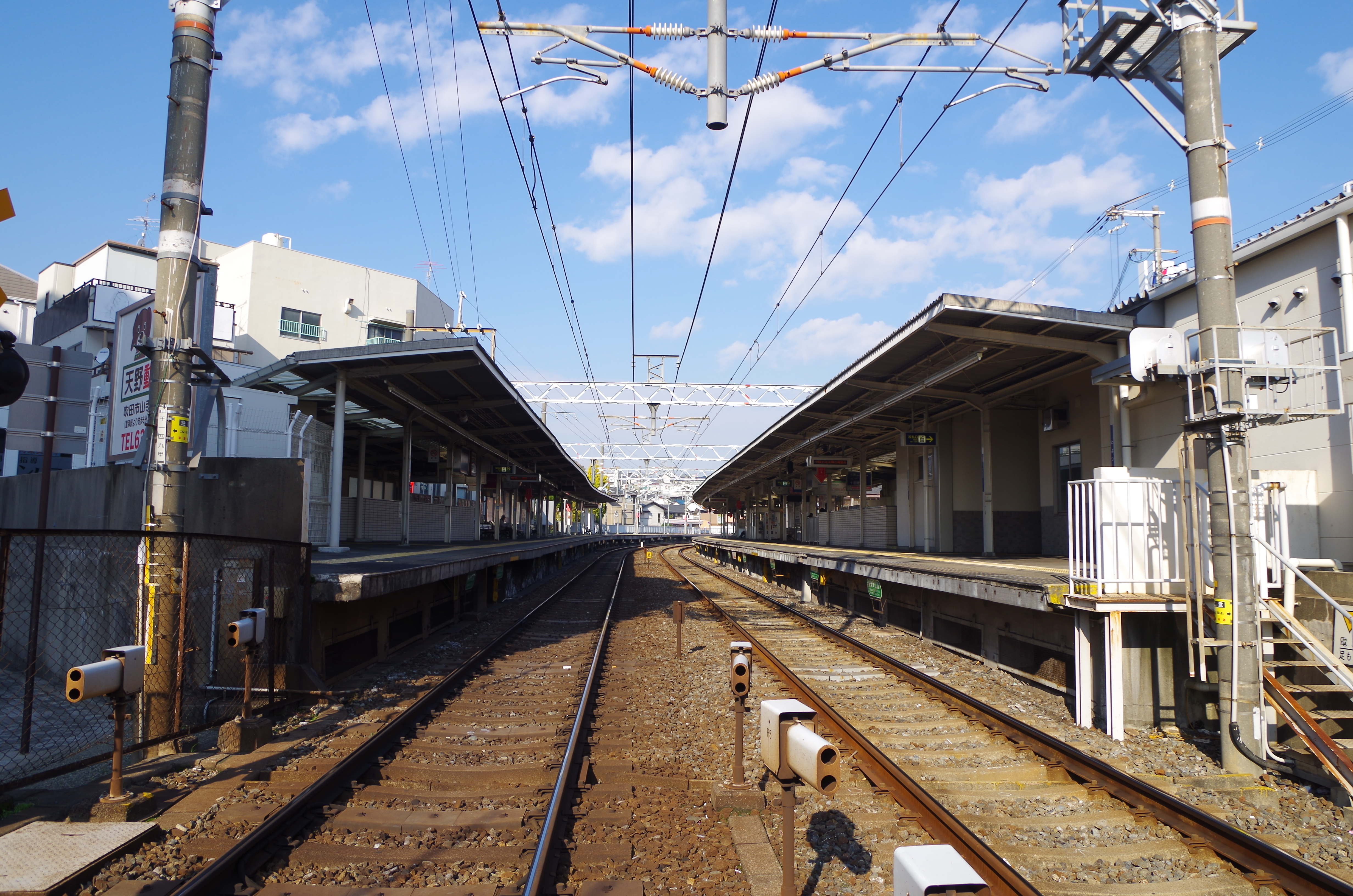
踏切からのホーム（2013年12月）
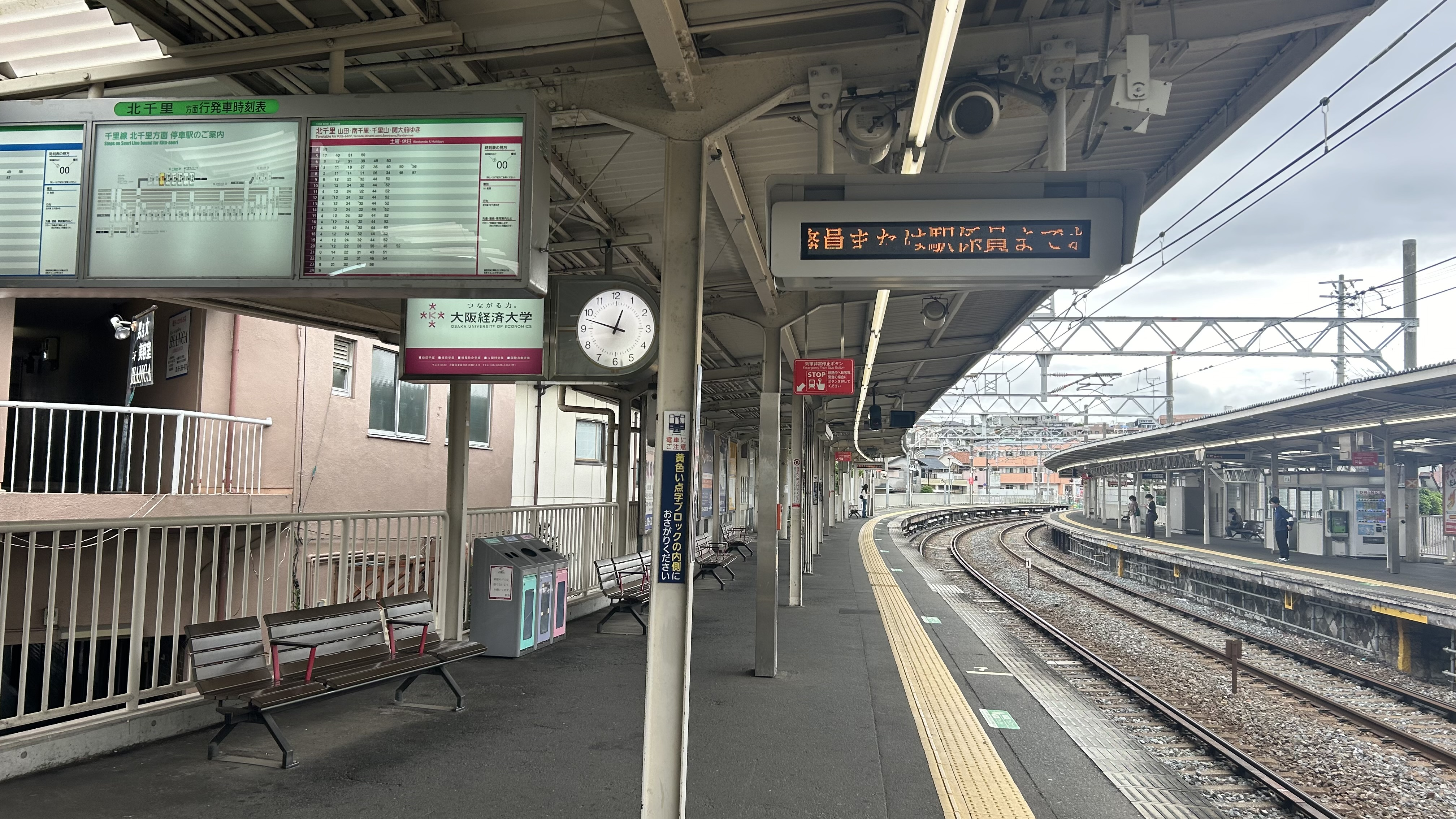
北千里方面ホーム（2025年5月）
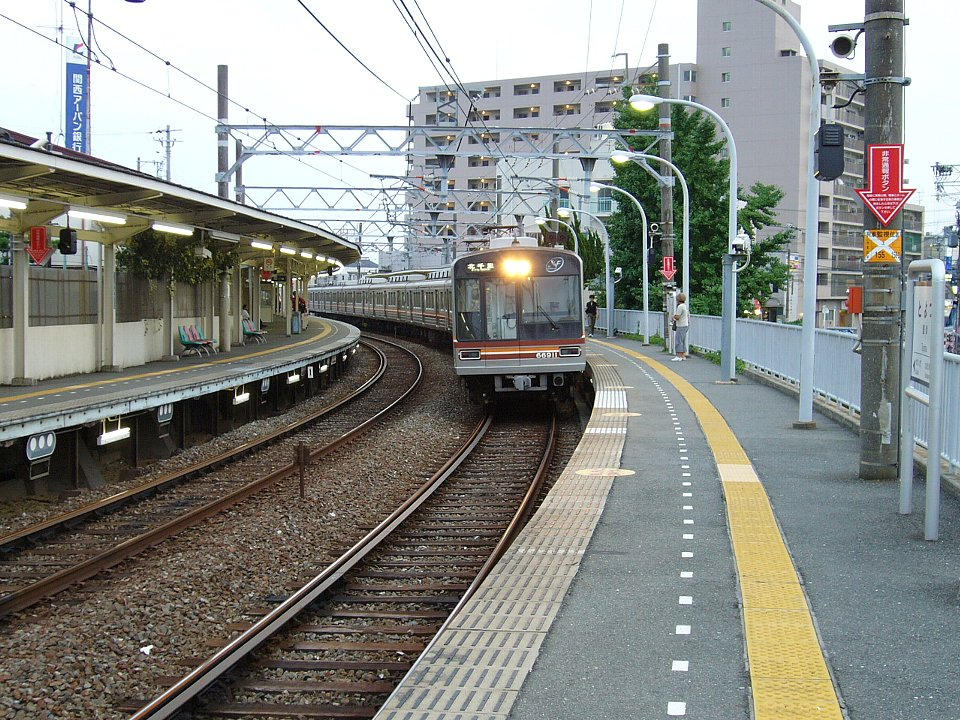
北千里方面ホームに進入するOsaka Metro66系（2006年7月）
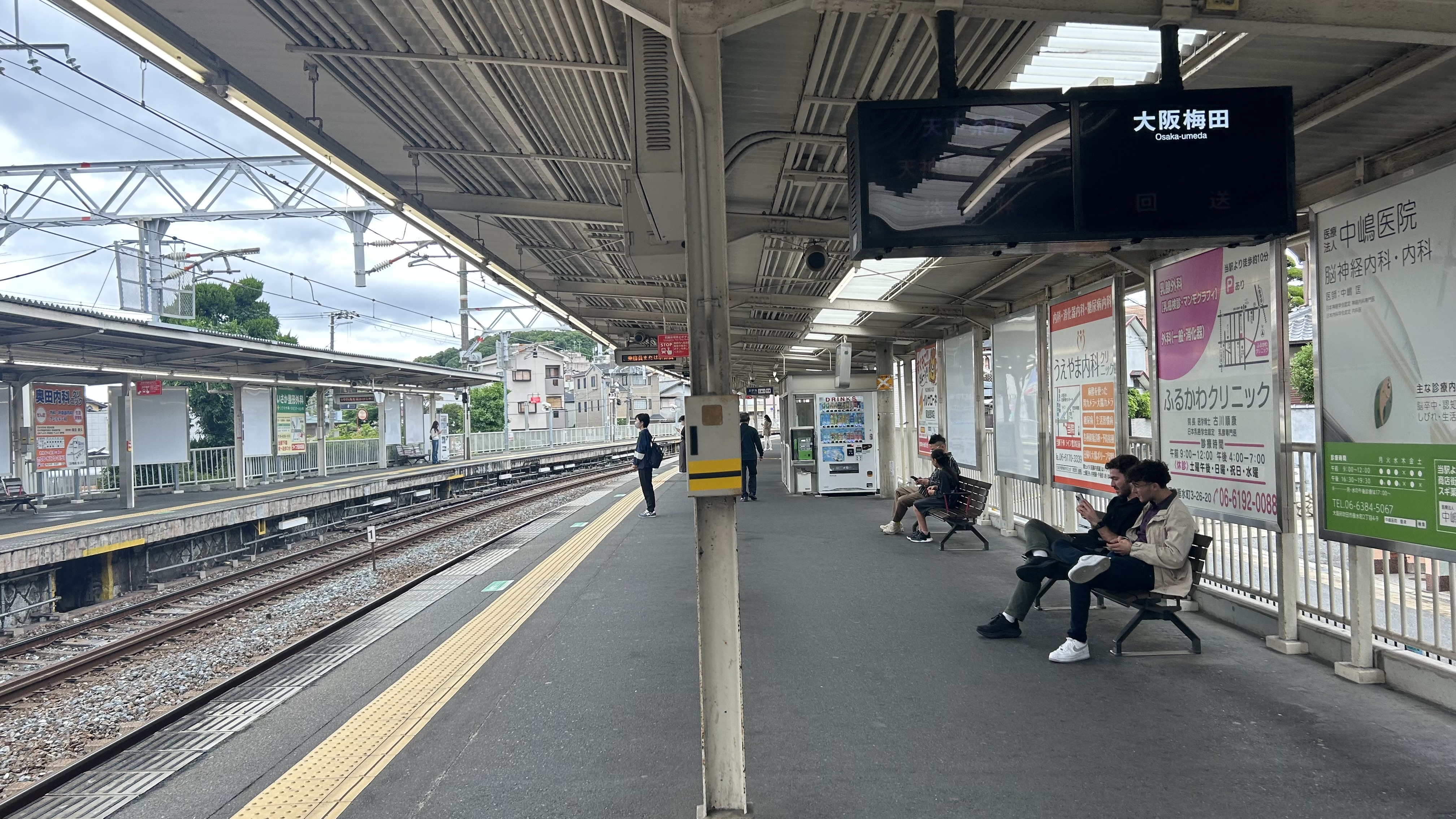
淡路方面ホーム（2025年5月）
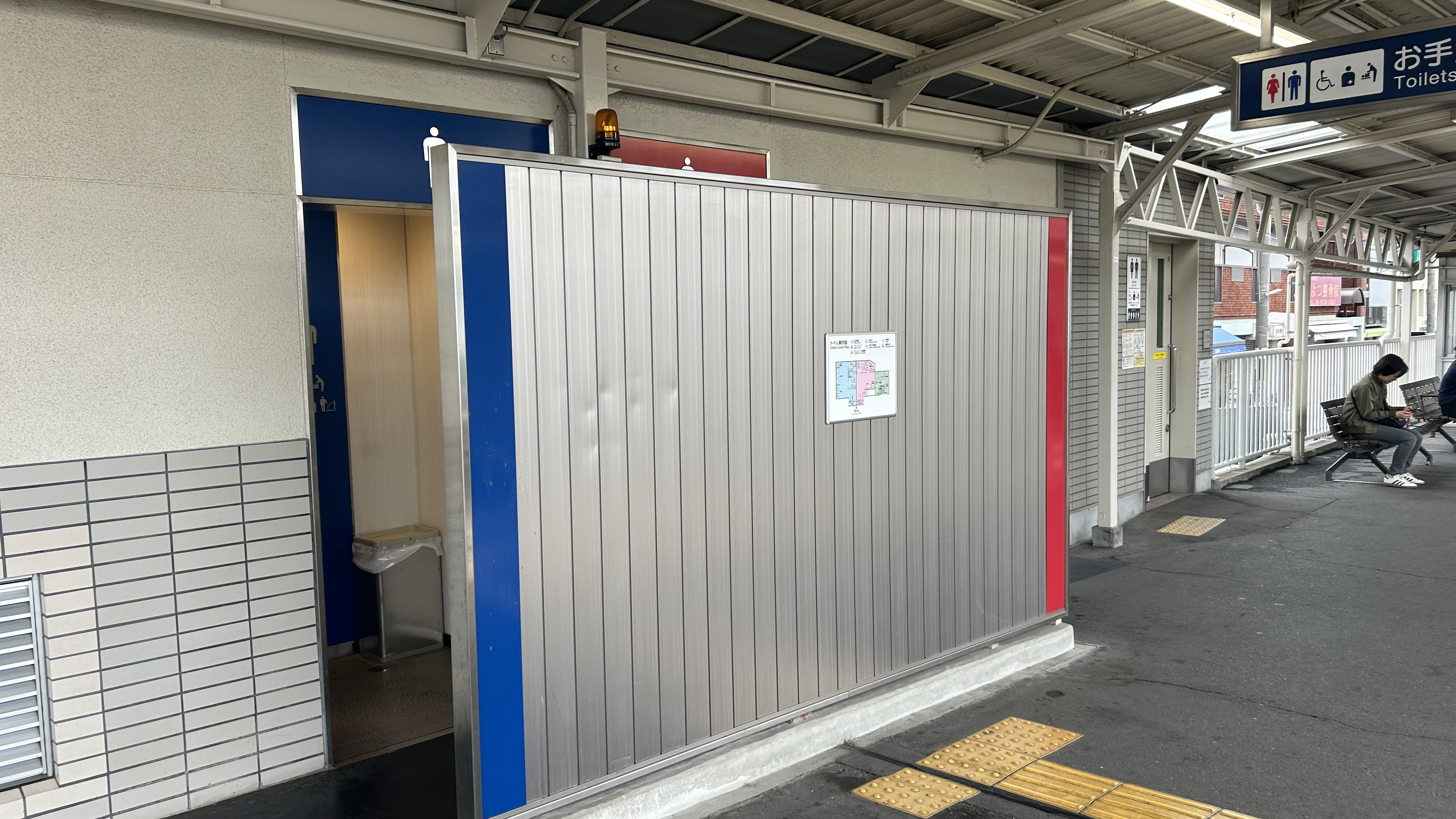
トイレ
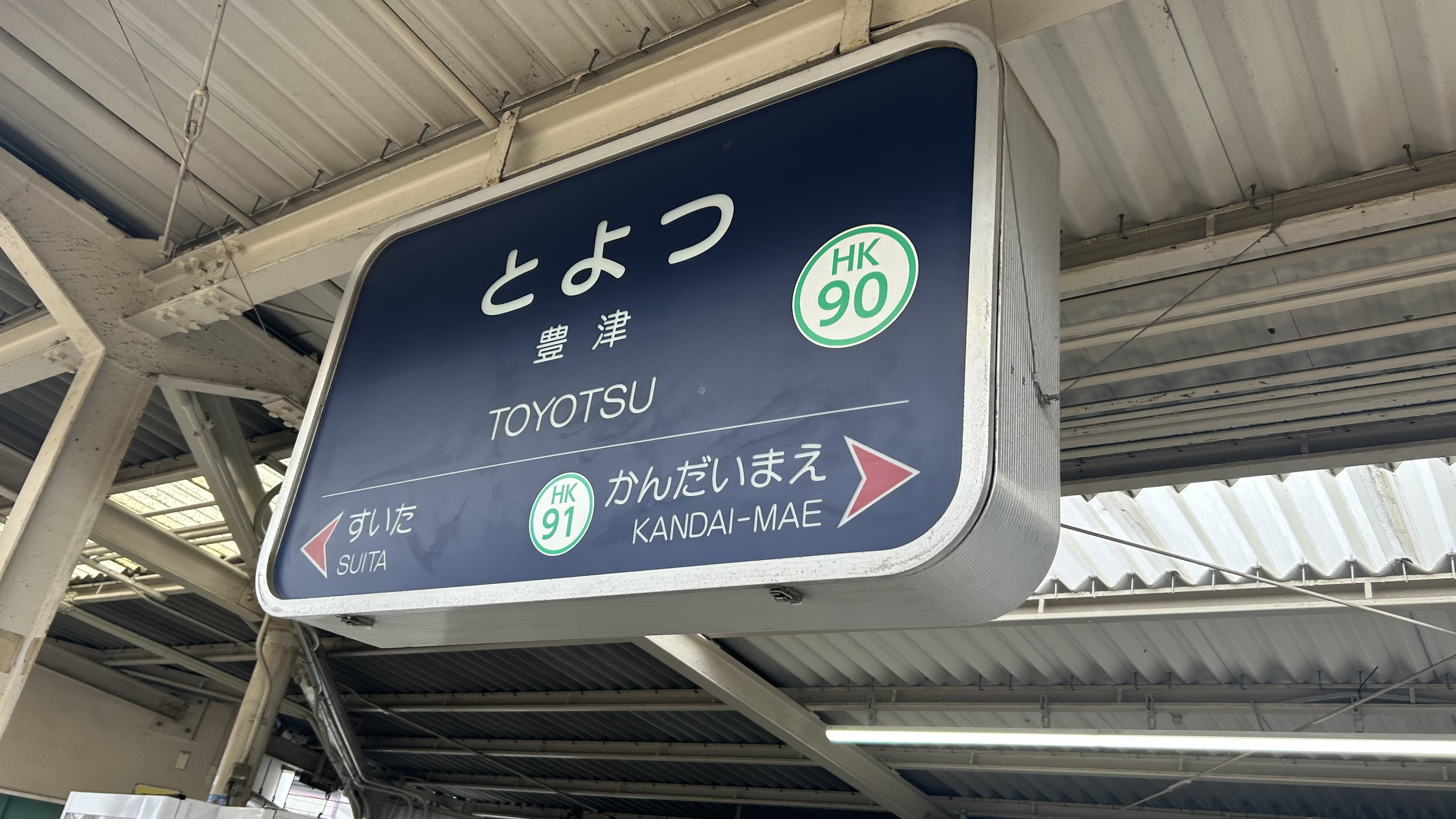
駅名標

## 利用状況
2024年（令和6年）次の通年平均乗降人員は12,780人である。阪急電鉄の駅では第57位（56位＝小林駅、58位＝総持寺駅）。

### 年次別利用状況
各年次の乗降人員の推移は下表の通り。
| 年次               | 乗降人員 | 順位 | 出典       |
| ------------------ | -------- | ---- | ---------- |
| 2017年（平成29年） | 13,285   | 58位 | [ 阪急 2 ] |
| 2018年（平成30年） | 13,256   | 58位 | [ 阪急 3 ] |
| 2019年（令和元年） | 13,167   | 59位 | [ 阪急 4 ] |
| 2020年（令和02年） | 10,467   | 58位 | [ 阪急 5 ] |
| 2021年（令和03年） | 10,864   | 56位 | [ 阪急 6 ] |
| 2022年（令和04年） | 11,765   | 56位 | [ 阪急 7 ] |
| 2023年（令和05年） | 12,541   | 58位 | [ 阪急 8 ] |
| 2024年（令和06年） | 12,780   | 57位 | [ 阪急 1 ] |

### 年度別利用状況
各年度の利用状況は下表の通り。特定日の数値は大阪府統計年鑑、年間の数値は吹田市統計書による。
| 年度               | 特定日   | 特定日   | 特定日   | 年間（単位：千人） | 年間（単位：千人） | 出典          | 出典          |
| 年度               | 乗車人員 | 降車人員 | 乗降人員 | 乗車人員           | 降車人員           | 大阪府        | 吹田市        |
| ------------------ | -------- | -------- | -------- | ------------------ | ------------------ | ------------- | ------------- |
| 1966年（昭和41年） | 9,689    | -        | -        | -                  | -                  | [ 大阪府 1 ]  | -             |
| 1967年（昭和42年） | 9,988    | -        | -        | -                  | -                  | [ 大阪府 2 ]  | -             |
| 1968年（昭和43年） | 10,171   | -        | -        | -                  | -                  | [ 大阪府 3 ]  | -             |
| 1969年（昭和44年） | 11,049   | -        | -        | -                  | -                  | [ 大阪府 4 ]  | -             |
| 1970年（昭和45年） | 9,681    | -        | -        | -                  | -                  | [ 大阪府 5 ]  | -             |
| 1971年（昭和46年） | 9,550    | -        | -        | -                  | -                  | [ 大阪府 6 ]  | -             |
| 1972年（昭和47年） | 9,353    | -        | -        | -                  | -                  | [ 大阪府 7 ]  | -             |
| 1973年（昭和48年） | 9,145    | -        | -        | -                  | -                  | [ 大阪府 8 ]  | -             |
| 1974年（昭和49年） | 9,248    | -        | -        | -                  | -                  | [ 大阪府 9 ]  | -             |
| 1975年（昭和50年） | 9,305    | -        | -        | -                  | -                  | [ 大阪府 10 ] | -             |
| 1976年（昭和51年） | 8,923    | -        | -        | -                  | -                  | [ 大阪府 11 ] | -             |
| 1977年（昭和52年） | 9,246    | -        | -        | -                  | -                  | [ 大阪府 12 ] | -             |
| 1978年（昭和53年） | 8,624    | -        | -        | -                  | -                  | [ 大阪府 13 ] | -             |
| 1979年（昭和54年） | 8,710    | -        | -        | -                  | -                  | [ 大阪府 14 ] | -             |
| 1980年（昭和55年） | 8,190    | -        | -        | -                  | -                  | [ 大阪府 15 ] | -             |
| 1981年（昭和56年） | 8,537    | -        | -        | -                  | -                  | [ 大阪府 16 ] | -             |
| 1982年（昭和57年） | 8,019    | 9,134    | 17,153   | -                  | -                  | [ 大阪府 17 ] | -             |
| 1983年（昭和58年） | 8,040    | 9,070    | 17,110   | -                  | -                  | [ 大阪府 18 ] | -             |
| 1984年（昭和59年） | 7,963    | 9,010    | 16,973   | -                  | -                  | [ 大阪府 19 ] | -             |
| 1985年（昭和60年） | 7,947    | 8,236    | 16,183   | -                  | -                  | [ 大阪府 20 ] | -             |
| 1986年（昭和61年） | 8,029    | 8,398    | 16,427   | -                  | -                  | [ 大阪府 21 ] | -             |
| 1987年（昭和62年） | 8,086    | 8,623    | 16,709   | -                  | -                  | [ 大阪府 22 ] | -             |
| 1988年（昭和63年） | 8,076    | 7,664    | 15,740   | -                  | -                  | [ 大阪府 23 ] | -             |
| 1989年（平成元年） | -        | -        | -        | -                  | -                  | [ 大阪府 24 ] | -             |
| 1990年（平成02年） | 8,091    | 7,732    | 15,823   | -                  | -                  | [ 大阪府 25 ] | -             |
| 1991年（平成03年） | -        | -        | -        | -                  | -                  | [ 大阪府 26 ] | -             |
| 1992年（平成04年） | 7,001    | 7,425    | 14,426   | -                  | -                  | [ 大阪府 27 ] | -             |
| 1993年（平成05年） | -        | -        | -        | -                  | -                  | [ 大阪府 28 ] | -             |
| 1994年（平成06年） | -        | -        | -        | -                  | -                  | [ 大阪府 29 ] | -             |
| 1995年（平成07年） | 7,061    | 7,032    | 14,093   | -                  | -                  | [ 大阪府 30 ] | -             |
| 1996年（平成08年） | 7,239    | 7,478    | 14,717   | -                  | -                  | [ 大阪府 31 ] | -             |
| 1997年（平成09年） | 7,189    | 7,693    | 14,882   | -                  | -                  | [ 大阪府 32 ] | -             |
| 1998年（平成10年） | 6,816    | 7,179    | 13,995   | 2,781              | 2,972              | [ 大阪府 33 ] | [ 吹田市 1 ]  |
| 1999年（平成11年） | -        | -        | -        | 2,711              | 2,900              | [ 大阪府 34 ] | [ 吹田市 1 ]  |
| 2000年（平成12年） | 6,981    | 6,968    | 13,949   | 2,690              | 2,879              | [ 大阪府 35 ] | [ 吹田市 1 ]  |
| 2001年（平成13年） | 6,794    | 6,996    | 13,790   | 2,699              | 2,841              | [ 大阪府 36 ] | [ 吹田市 1 ]  |
| 2002年（平成14年） | 6,503    | 6,714    | 13,217   | 2,657              | 2,758              | [ 大阪府 37 ] | [ 吹田市 1 ]  |
| 2003年（平成15年） | 6,516    | 6,666    | 13,182   | 2,620              | 2,728              | [ 大阪府 38 ] | [ 吹田市 2 ]  |
| 2004年（平成16年） | 5,761    | 6,458    | 12,219   | 2,578              | 2,684              | [ 大阪府 39 ] | [ 吹田市 3 ]  |
| 2005年（平成17年） | 6,310    | 6,495    | 12,805   | 2,392              | 2,634              | [ 大阪府 40 ] | [ 吹田市 4 ]  |
| 2006年（平成18年） | 6,508    | 6,819    | 13,327   | 2,428              | 2,546              | [ 大阪府 41 ] | [ 吹田市 5 ]  |
| 2007年（平成19年） | 6,393    | 6,579    | 12,972   | 2,621              | 2,705              | [ 大阪府 42 ] | [ 吹田市 6 ]  |
| 2008年（平成20年） | 6,560    | 6,875    | 13,435   | 2,632              | 2,651              | [ 大阪府 43 ] | [ 吹田市 7 ]  |
| 2009年（平成21年） | 6,425    | 7,096    | 13,521   | 2,568              | 2,651              | [ 大阪府 44 ] | [ 吹田市 8 ]  |
| 2010年（平成22年） | 6,336    | 6,914    | 13,250   | 2,545              | 2,783              | [ 大阪府 45 ] | [ 吹田市 9 ]  |
| 2011年（平成23年） | 6,230    | 6,861    | 13,091   | 2,564              | 2,779              | [ 大阪府 46 ] | [ 吹田市 10 ] |
| 2012年（平成24年） | 6,222    | 7,007    | 13,229   | 2,517              | 2,729              | [ 大阪府 47 ] | [ 吹田市 11 ] |
| 2013年（平成25年） | 6,407    | 7,173    | 13,580   | 2,525              | 2,773              | [ 大阪府 48 ] | [ 吹田市 12 ] |
| 2014年（平成26年） | 6,391    | 7,105    | 13,496   | 2,630              | 2,869              | [ 大阪府 49 ] | [ 吹田市 13 ] |
| 2015年（平成27年） | 6,396    | 7,410    | 13,806   | 2,747              | 2,977              | [ 大阪府 50 ] | [ 吹田市 14 ] |
| 2016年（平成28年） | 6,518    | 7,431    | 13,949   | 2,644              | 2,952              | [ 大阪府 51 ] | [ 吹田市 15 ] |
| 2017年（平成29年） | 6,442    | 7,290    | 13,732   | 2,666              | 2,975              | [ 大阪府 52 ] | [ 吹田市 16 ] |
| 2018年（平成30年） | 6,359    | 7,357    | 13,716   | 2,647              | 2,932              | [ 大阪府 53 ] | [ 吹田市 17 ] |
| 2019年（令和元年） | 7,464    | 7,457    | 14,921   | 2,662              | 2,980              | [ 大阪府 54 ] | [ 吹田市 18 ] |
| 2020年（令和02年） | 6,702    | 6,652    | 13,354   | 1,976              | 2,278              | [ 大阪府 55 ] | [ 吹田市 19 ] |
| 2021年（令和03年） | 6,828    | 6,778    | 13,606   | 1,996              | 2,356              | [ 大阪府 56 ] | [ 吹田市 20 ] |
| 2022年（令和04年） | 6,983    | 6,968    | 13,951   | 2,197              | 2,634              | [ 大阪府 57 ] | [ 吹田市 21 ] |
| 2023年（令和05年） | 7,283    | 7,176    | 14,459   | 2,307              | 2,807              | [ 大阪府 58 ] | [ 吹田市 22 ] |

## 駅周辺
- 豊津ファミリーショップ・ハース（スーパーマーケット）
- 関西みらい銀行豊津支店
- 垂水町
- 垂水神社
- 吹田垂水郵便局
- 西日本旅客鉄道社員研修センター - JR吹田駅が最寄りであるが、当駅からも近い。
- 山手町
- 吹田山手郵便局
- 上山手町
- 片山公園

## バス路線
駅出入口からすぐ、府道145号線沿いに「阪急豊津駅」停留所があり、阪急バスの路線が乗り入れる。
| のりば | 路線名 | 系統・行先                            | 備考                                                   |
| ------ | ------ | ------------------------------------- | ------------------------------------------------------ |
| 西行   | 吹田線 | 86系統：阪急曽根駅                    |                                                        |
| 東行   | 吹田線 | 86系統：JR吹田駅（南口）/吹田営業所前 | 朝夕の一部を除き吹田営業所前行き（JR吹田駅も経由する） |

## 隣の駅
阪急電鉄
■千里線
吹田駅 (HK-89) - 豊津駅 (HK-90) - 関大前駅 (HK-91)

### 記事本文

### 利用状況
1. ↑  大阪府統計年鑑 - 大阪府
2. ↑  吹田市統計書

阪急電鉄
1. 1 2  駅別乗降人員
2. ↑  阪急電鉄. “駅別乗降人員（2017年 通年平均）”. 2018年9月17日時点のオリジナルよりアーカイブ。2024年9月15日閲覧。
3. ↑  阪急電鉄. “駅別乗車人員（2018年 通年平均）”. 2024年4月29日時点のオリジナルよりアーカイブ。2024年9月15日閲覧。
4. ↑  阪急電鉄. “駅別乗車人員（2019年 通年平均）”. 2024年4月29日時点のオリジナルよりアーカイブ。2024年9月15日閲覧。
5. ↑  阪急電鉄. “駅別乗車人員（2020年 通年平均）”. 2024年4月29日時点のオリジナルよりアーカイブ。2024年9月15日閲覧。
6. ↑  阪急電鉄. “駅別乗車人員（2021年 通年平均）”. 2024年4月29日時点のオリジナルよりアーカイブ。2024年9月15日閲覧。
7. ↑  阪急電鉄. “駅別乗車人員（2022年 通年平均）”. 2024年4月29日時点のオリジナルよりアーカイブ。2024年9月15日閲覧。
8. ↑  “駅別乗降人員 2023｜路線・駅”.   阪急電鉄. 2025年8月14日閲覧。

大阪府統計年鑑
1. ↑  大阪府統計年鑑（昭和42年） (PDF)
2. ↑  大阪府統計年鑑（昭和43年） (PDF)
3. ↑  大阪府統計年鑑（昭和44年） (PDF)
4. ↑  大阪府統計年鑑（昭和45年） (PDF)
5. ↑  大阪府統計年鑑（昭和46年） (PDF)
6. ↑  大阪府統計年鑑（昭和47年） (PDF)
7. ↑  大阪府統計年鑑（昭和48年） (PDF)
8. ↑  大阪府統計年鑑（昭和49年） (PDF)
9. ↑  大阪府統計年鑑（昭和50年） (PDF)
10. ↑  大阪府統計年鑑（昭和51年） (PDF)
11. ↑  大阪府統計年鑑（昭和52年） (PDF)
12. ↑  大阪府統計年鑑（昭和53年） (PDF)
13. ↑  大阪府統計年鑑（昭和54年） (PDF)
14. ↑  大阪府統計年鑑（昭和55年） (PDF)
15. ↑  大阪府統計年鑑（昭和56年） (PDF)
16. ↑  大阪府統計年鑑（昭和57年） (PDF)
17. ↑  大阪府統計年鑑（昭和58年） (PDF)
18. ↑  大阪府統計年鑑（昭和59年） (PDF)
19. ↑  大阪府統計年鑑（昭和60年） (PDF)
20. ↑  大阪府統計年鑑（昭和61年） (PDF)
21. ↑  大阪府統計年鑑（昭和62年） (PDF)
22. ↑  大阪府統計年鑑（昭和63年） (PDF)
23. ↑  大阪府統計年鑑（平成元年） (PDF)
24. ↑  大阪府統計年鑑（平成2年） (PDF)
25. ↑  大阪府統計年鑑（平成3年） (PDF)
26. ↑  大阪府統計年鑑（平成4年） (PDF)
27. ↑  大阪府統計年鑑（平成5年） (PDF)
28. ↑  大阪府統計年鑑（平成6年） (PDF)
29. ↑  大阪府統計年鑑（平成7年） (PDF)
30. ↑  大阪府統計年鑑（平成8年） (PDF)
31. ↑  大阪府統計年鑑（平成9年） (PDF)
32. ↑  大阪府統計年鑑（平成10年） (PDF)
33. ↑  大阪府統計年鑑（平成11年） (PDF)
34. ↑  大阪府統計年鑑（平成12年） (PDF)
35. ↑  大阪府統計年鑑（平成13年） (PDF)
36. ↑  大阪府統計年鑑（平成14年） (PDF)
37. ↑  大阪府統計年鑑（平成15年） (PDF)
38. ↑  大阪府統計年鑑（平成16年） (PDF)
39. ↑  大阪府統計年鑑（平成17年） (PDF)
40. ↑  大阪府統計年鑑（平成18年） (PDF)
41. ↑  大阪府統計年鑑（平成19年） (PDF)
42. ↑  大阪府統計年鑑（平成20年） (PDF)
43. ↑  大阪府統計年鑑（平成21年） (PDF)
44. ↑  大阪府統計年鑑（平成22年） (PDF)
45. ↑  大阪府統計年鑑（平成23年） (PDF)
46. ↑  大阪府統計年鑑（平成24年） (PDF)
47. ↑  大阪府統計年鑑（平成25年） (PDF)
48. ↑  大阪府統計年鑑（平成26年） (PDF)
49. ↑  大阪府統計年鑑（平成27年） (PDF)
50. ↑  大阪府統計年鑑（平成28年） (PDF)
51. ↑  大阪府統計年鑑（平成29年） (PDF)
52. ↑  大阪府統計年鑑（平成30年） (PDF)
53. ↑  大阪府統計年鑑（令和元年） (PDF)
54. ↑  大阪府統計年鑑（令和2年） (PDF)
55. ↑  大阪府統計年鑑（令和3年） (PDF)
56. ↑  大阪府統計年鑑（令和4年） (PDF)
57. ↑  大阪府統計年鑑（令和5年） (PDF)
58. ↑  大阪府統計年鑑（令和6年） (PDF)

吹田市統計書
1. 1 2 3 4 5  平成15年版吹田市統計書
2. ↑  平成16年版吹田市統計書
3. ↑  平成17年版吹田市統計書
4. ↑  平成18年版吹田市統計書
5. ↑  平成19年版吹田市統計書
6. ↑  平成20年版吹田市統計書
7. ↑  平成21年版吹田市統計書
8. ↑  平成22年版吹田市統計書
9. ↑  平成23年版吹田市統計書
10. ↑  平成24年版吹田市統計書
11. ↑  平成25年版吹田市統計書
12. ↑  平成26年版吹田市統計書
13. ↑  平成27年版吹田市統計書
14. ↑  平成28年版吹田市統計書
15. ↑  平成29年版吹田市統計書
16. ↑  平成30年版吹田市統計書
17. ↑  令和元年版吹田市統計書
18. ↑  令和2年版吹田市統計書
19. ↑  令和3年版吹田市統計書
20. ↑  令和4年版吹田市統計書
21. ↑  令和5年版吹田市統計書
22. ↑  令和6年版吹田市統計書